# Stereotydeus nudisetus
Stereotydeus nudisetus är en spindeldjursart som beskrevs av Strandtmann 1964. Stereotydeus nudisetus ingår i släktet Stereotydeus och familjen Penthalodidae. Inga underarter finns listade i Catalogue of Life.